# Neoplocaederus emini
Neoplocaederus emini is een keversoort uit de familie van de boktorren (Cerambycidae). De wetenschappelijke naam van de soort werd in 1890 als Plocaederus emini gepubliceerd door Charles Owen Waterhouse.